# Irene Stefani
Irene Stefani, I.S.M.C., rodným jménem Aurelia Mercede Stefani (22. srpna 1891, Anfo – 31. října 1930, Gikondi) byla italská římskokatolická řeholnice, členka kongregace Sester misionářek od Utěšitelky, působící jako misionářka v Keni. Katolická církev ji uctívá jako blahoslavenou.

## Život

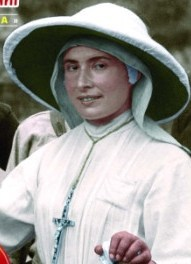
Fotografie

Narodila se dne 22. srpna 1891 v italské obci Anfo jako první z dvanácti dětí. Pokřtěna byla 23. srpna téhož roku. Dne 12. května 1907 jí zemřela matka a poté, co se její otec znovu oženil se musela starat o své mladší sourozence. Krátce na to zemřel i jeden z jejích mladších bratrů. Svátost biřmování přijala dne 6. listopadu 1898 a několik let poté přijala i první svaté přijímání.
Roku 1911 se připojila k řeholní kongregaci Sester misionářek od Utěšitelky a dne 29. ledna 1914 do ní složením slavných řeholních slibů vstoupila. Zvolila si řeholní jméno Irene. Ještě téhož roku byla zakladatelem kongregace sv. Giuseppem Allamanem vyslána jako misionářka do Keni a dne 28. prosince téhož roku začala její cesta. V lednu roku 1915 pak dorazila do svého cíle.
V Keni sloužila jako zdravotní sestra a místní si ji velmi vážili. Přezdívali ji „Nyaatha“, což v překladu znamená „matka milosrdenství“. Během první světové války pomáhala v nemocnicích. Dne 20. srpna 1916 se stala členkou hnutí Červeného kříže. V organizaci pomáhala uprchlíkům, kteří museli překonat dlouhé cesty těžkým terénem. Sloužila také ve vojenských nemocnicích v Tanzanii (např. ve městě Lindi). Na konci války roku 1918 odcestovala zpět do keňského města Nyeri, kde pomáhala místní nově založené kongregaci s její formací.
O dva roky později se stala členkou misijní skupiny ve vesnici Gikondi, kde zůstala až do své smrti. Vyučovala zde děti ve škole a místní farníky v okolních osadách učila katechismus.
Roku 1930 se od jednoho z nemocných, které ošetřovala nakazila morem a dne 31. října téhož roku nemoci v Gikondi podlehla. Pohřbena byla na místním hřbitově a roku 1995 byly její ostatky exhumovány.

## Úcta
Její beatifikační proces byl zahájen dne 22. července 1985, čímž obdržela titul služebnice Boží. Dne 2. dubna 2011 ji papež Benedikt XVI. podepsáním dekretu o jejích hrdinských ctnostech prohlásil za ctihodnou.
Dne 12. června 2014 byl uznán zázrak na její přímluvu, potřebný pro její blahořečení. Šlo o událost, kdy se v mosambické obci Nipepe ve dnech 10.–13. ledna 1989 místní obyvatelé (asi 230 lidí) ukrývali v kostele před milicionáři hnutí FRELIMO. Záhy jim však došlo jídlo a zvláště pak voda. Modlili se k ní o přímluvu, načež se se všichni napojili z křtitelnice, ve které zbyla jen trocha vody ze křtu. Nakonec všichni vyvázli v pořádku.
Blahořečena pak byla dne 23. května 2015 v Nyeri. Obřadu předsedal jménem papeže Františka kardinál Polycarp Pengo.
Její památka je připomínána 31. října. Bývá zobrazována v řeholním oděvu.